# NGC 6830
NGC 6830 is een open sterrenhoop in het sterrenbeeld Vosje. Het hemelobject werd op 19 juli 1784 ontdekt door de Duits-Britse astronoom William Herschel.

## Synoniemen
- OCL 125